# Science-Fiction-Jahr 1884
Übersicht

◄◄ | ◄ | 1880 | 1881 | 1882 | 1883 | Science-Fiction-Jahr 1884 | 1885 | 1886 | 1887 | 1888 | ► | ►►

Weitere Ereignisse

## Neuerscheinungen Literatur
| Deutscher Titel               | Deutschsprachiges Erscheinungsjahr | Originaltitel       | Autor                 | Anmerkungen                                                        |
| ----------------------------- | ---------------------------------- | ------------------- | --------------------- | ------------------------------------------------------------------ |
| Flächenland                   | 1929                               | Flatland            | Edwin Abbott Abbott   |                                                                    |
| Schlangenmoos                 | –                                  | –                   | Kurd Laßwitz          |                                                                    |
| Wissenschaftliche Erzählungen | 2007                               | Scientific Romances | Charles Howard Hinton | eines der Frühwerke, die zur Science-Fiction gezählt werden können |

## Geboren
- Max Brod († 1968)
- Hugo Gernsback († 1967)
- Milo Hastings († 1957)
- Oswald Levett († 1942)
- Theodor Heinrich Mayer († 1949)
- Abraham Merritt († 1943)
- Bob Olsen († 1956)
- Emil Pirchan († 1957)
- Jewgeni Iwanowitsch Samjatin († 1937)
- Ernst Schertel († 1958)